# Lista över städer i Sverige
Detta är en lista över de städer i Sverige som var stadskommuner under perioden 1863–1971 och ytterligare några innan dess som hade stadsprivilegier men förlorade dessa innan 1862 års kommunalförordningar trädde i kraft (dessa är markerade med röd bakgrund). Dessutom noteras orter som tilldelades stadsprivilegier men av olika orsaker aldrig etablerades som stad (se notkolumnen).
Det högsta antalet stadskommuner var 133, mellan 1951 (då Säffle blev stad) och 1967 (då Öregrund gick upp i Östhammar).
För angivande av årtal då orten fick stadskommunstatus och/eller egen jurisdiktion (Obs ej när orten grundades) har nedanstående riktlinjer använts när oklarheter funnits
- För städer som flyttats och/eller bytt namn: Om namnet bibehållits anges år både för stadsetablering för den äldre orten och när den nya etablerades. När namnet ändrades vid flytten anges bara år för den nya staden. För städer som funnits på samma plats men under olika namn anges stadsetablering av den äldsta staden.
- När enbart år för bekräftelse av privilegier är känt (dvs ej första gången) skrivs detta år med "före" före årtalet.
- När exakt årtal är oklart anges ett intervall eller "omkring".
- För några städer, biskopsstäder och de som anlagts vid kungens borgar, anses de fått stadsstatus i anslutning till byggande av domkyrka/kloster och borg/slott.

## Lista
| Stad                 | Landskap                   | Län 1970                | Landsdel | Stadsprivilegier/stadskommun från (och till, om före 1971)         | Anmärkningar |
| -------------------- | -------------------------- | ----------------------- | -------- | ------------------------------------------------------------------ | --- |
| Alingsås             | Västergötland              | Älvsborgs län           | Götaland | 1619                                                               | |
| Arboga               | Västmanland                | Västmanlands län        | Svealand | 1200-talet                                                         | |
| Arvika               | Värmland                   | Värmlands län           | Svealand | 1 januari 1911                                                     | Ombildades av Arvika köping |
| Askersund            | Närke                      | Örebro län              | Svealand | 1643                                                               | |
| Avaskär              | Blekinge                   | Blekinge län            | Götaland | 1300-talet–1600                                                    | Stadsprivilegierna för Avaskär och Lyckå övertogs av Kristianopel |
| Avesta               | Dalarna                    | Kopparbergs län         | Svealand | 1641–1688, 1 april 1919                                            | Ombildades av Avesta köping |
| Boden                | Norrbotten                 | Norrbottens län         | Norrland | 1 januari 1919                                                     | Utbröts ur Överluleå landskommun samtidigt som Bodens municipalsamhälle upplöstes |
| Bollnäs              | Hälsingland                | Gävleborgs län          | Norrland | 1 januari 1942                                                     | Ombildades av Bollnäs och Björkhamre köpingar |
| Borgholm             | Öland                      | Kalmar län              | Götaland | 28 augusti 1816                                                    | |
| Borlänge             | Dalarna                    | Kopparbergs län         | Svealand | 1 januari 1944                                                     | Ombildades av Borlänge köping och Domnarvets landskommun |
| Borås                | Västergötland              | Älvsborgs län           | Götaland | 1621                                                               | |
| Broo                 | Värmland                   | Värmlands län           | Svealand | 1582–1584                                                          | Återuppstod som Kristinehamn |
| Brätte               | Västergötland              | Älvsborgs län           | Götaland | 1580-talet–1644                                                    | Stadsprivilegierna överfördes till Vänersborgs stad |
| Båstad               | Skåne                      | Kristianstads län       | Götaland | 1462–1664                                                          | |
| Djursholm            | Uppland                    | Stockholms län          | Svealand | 1 januari 1914                                                     | Ombildades av Djursholms köping. Nu i Danderyds kommun, centralorten är dock Djursholm. |
| Eksjö                | Småland                    | Jönköpings län          | Götaland | 1403                                                               | |
| Elleholm             | Blekinge                   | Blekinge län            | Götaland | 1400-talet–1600                                                    | Nu i Karlshamns kommun. Enbart stad under danska tiden. |
| Enköping             | Uppland                    | Uppsala län             | Svealand | före 1413                                                          | Stadsbebyggelse på 1100-talet |
| Eskilstuna           | Södermanland               | Södermanlands län       | Svealand | 1659                                                               | |
| Eslöv                | Skåne                      | Malmöhus län            | Götaland | 1 januari 1911                                                     | Ombildades av Eslövs köping |
| Fagersta             | Västmanland                | Västmanlands län        | Svealand | 1 januari 1944                                                     | Ombildades av Västanfors landskommun med Västanfors municipalsamhälle |
| Falkenberg           | Halland                    | Hallands län            | Götaland | före 1558                                                          | |
| Falköping            | Västergötland              | Skaraborgs län          | Götaland | före 1620                                                          | Hade stadsbebyggelse under medeltiden |
| Falsterbo            | Skåne                      | Malmöhus län            | Götaland | 1200-talet–1754                                                    | Uppgick i Skanör med Falsterbo stad |
| Falun                | Dalarna                    | Kopparbergs län         | Svealand | 1641                                                               | |
| Filipstad            | Värmland                   | Värmlands län           | Svealand | 1611–1695, 1835                                                    | |
| Flen                 | Södermanland               | Södermanlands län       | Svealand | 1 januari 1949                                                     | Ombildades av Flens landskommun med Flens municipalsamhälle |
| Getakärr             | Halland                    | Hallands län            | Götaland | före 1309                                                          | Blev senare Varberg |
| Gränna               | Småland                    | Jönköpings län          | Götaland | 1652                                                               | Nu i Jönköpings kommun |
| Gåsekil              | Halland                    | Hallands län            | Götaland | 1400-talet–1539                                                    | Blev senare Gottskär |
| Gävle                | Gästrikland                | Gävleborgs län          | Norrland | före 1446                                                          | |
| Göteborg             | Västergötland och Bohuslän | Göteborgs och Bohus län | Götaland | 1603–1611, 1621                                                    | |
| Hagfors              | Värmland                   | Värmlands län           | Svealand | 1 januari 1950                                                     | Utbröts ur Norra Råda landskommun samtidigt som Hagfors municipalsamhälle upplöstes |
| Halmstad             | Halland                    | Hallands län            | Götaland | före 1307 (annan plats)/1322                                       | Halmstad på nuvarande plats, hade före 1320-talet en föregångare längre upp vid Nissan, vilken omdöptes till Övraby. En kort tid på 1320-talet hette den nya staden Broktorp.                                            |
| Haparanda            | Norrbotten                 | Norrbottens län         | Norrland | 10 december 1842                                                   | |
| Hedemora             | Dalarna                    | Kopparbergs län         | Svealand | 1446                                                               | |
| Helsingborg          | Skåne                      | Malmöhus län            | Götaland | 1085                                                               | |
| Hjo                  | Västergötland              | Skaraborgs län          | Götaland | före 1413                                                          | |
| Hudiksvall           | Hälsingland                | Gävleborgs län          | Norrland | 1582                                                               | |
| Huskvarna            | Småland                    | Jönköpings län          | Götaland | 1 januari 1911                                                     | Ombildades av Huskvarna köping. Nu i Jönköpings kommun, Huskvarna är också del av tätorten Jönköping. |
| Härnösand            | Ångermanland               | Västernorrlands län     | Norrland | 1585                                                               | |
| Hässleholm           | Skåne                      | Kristianstads län       | Götaland | 1 januari 1914                                                     | Ombildades av Hässleholms köping |
| Hästholmen           | Östergötland               | Östergötlands län       | Götaland | 1300-talet–omkring 1400                                            | |
| Höganäs              | Skåne                      | Malmöhus län            | Götaland | 1 januari 1936                                                     | Utbröts ur Väsby landskommun samtidigt som Höganäs municipalsamhälle upplöstes |
| Järle (Jerle)        | Västmanland                | Örebro län              | Svealand | (1642–ej indragna)                                                 | Erhöll stadsprivilegier men har de facto aldrig varit stad. Nu i Nora kommun. |
| Jönköping            | Småland                    | Jönköpings län          | Götaland | 18 maj 1284 och den 14 augusti 1524 (marginellt annan plats), 1612 | |
| Kalmar               | Småland                    | Kalmar län              | Götaland | omkring 1200                                                       | |
| Karl Johans stad     | Norrbotten                 | Norrbottens län         | Norrland | 20 maj 1812–10 december 1842                                       | Nära Nikkala; blev aldrig riktig stad |
| Karlshamn            | Blekinge                   | Blekinge län            | Götaland | 1664                                                               | Hette Bodekull 1644–1666 |
| Karlskoga            | Värmland                   | Örebro län              | Svealand | 1 januari 1940                                                     | Ombildades av Karlskoga landskommun med Karlskoga municipalsamhälle |
| Karlskrona           | Blekinge                   | Blekinge län            | Götaland | 20 augusti 1680                                                    | |
| Karlstad             | Värmland                   | Värmlands län           | Svealand | 1584                                                               | |
| Katrineholm          | Södermanland               | Södermanlands län       | Svealand | 1 januari 1917                                                     | Utbröts ur Stora Malms landskommun samtidigt som Katrineholms municipalsamhälle upplöstes |
| Kiruna               | Lappland                   | Norrbottens län         | Norrland | 1 januari 1948                                                     | Ombildades av Jukkasjärvi landskommun med Kiruna municipalsamhälle |
| Kongahälla           | Bohuslän                   | Göteborgs och Bohus län | Götaland | Cirka 1100–1600                                                    | Nu i Kungälvs kommun |
| Kramfors             | Ångermanland               | Västernorrlands län     | Norrland | 1 januari 1947                                                     | Ombildades av Gudmundrå landskommun med Kramfors municipalsamhälle |
| Kristianopel         | Blekinge                   | Blekinge län            | Götaland | 1622–1677                                                          | Nu i Karlskrona kommun |
| Kristianstad         | Skåne                      | Kristianstads län       | Götaland | 1622                                                               | |
| Kristinehamn         | Värmland                   | Värmlands län           | Svealand | 1642                                                               | Se även Broo |
| Kumla                | Närke                      | Örebro län              | Svealand | 1 januari 1942                                                     | Utbröts ur Kumla landskommun samtidigt som Kumla municipalsamhälle upplöstes |
| Kungsbacka           | Halland                    | Hallands län            | Götaland | 1400-talet, 1582                                                   | |
| Kungälv              | Bohuslän                   | Göteborgs och Bohus län | Götaland | 1680/1762                                                          | |
| Köping               | Västmanland                | Västmanlands län        | Svealand | före 1474                                                          | |
| Laholm               | Halland                    | Hallands län            | Götaland | 1200-talet                                                         | |
| Landskrona           | Skåne                      | Malmöhus län            | Götaland | 1413                                                               | |
| Lidingö              | Uppland                    | Stockholms län          | Svealand | 1 januari 1926                                                     | Ombildades av Lidingö köping |
| Lidköping            | Västergötland              | Skaraborgs län          | Götaland | 1446                                                               | |
| Lindesberg           | Västmanland                | Örebro län              | Svealand | 1643                                                               | |
| Linköping            | Östergötland               | Östergötlands län       | Götaland | 1100/1200-tal                                                      | |
| Ljungby              | Småland                    | Kronobergs län          | Götaland | 1 januari 1936                                                     | Ombildades av Ljungby landskommun med Ljungby municipalsamhälle |
| Lomma                | Skåne                      | Malmöhus län            | Götaland | 1000-talet–1230                                                    | Enbart stad under danska tiden. |
| Ludvika              | Dalarna                    | Kopparbergs län         | Svealand | 1 januari 1919                                                     | Ombilades av Ludvika köping |
| Luleå                | Norrbotten                 | Norrbottens län         | Norrland | 1621                                                               | |
| Lund                 | Skåne                      | Malmöhus län            | Götaland | 1000-talet                                                         | Stadsbebyggelse från ca 990[källa behövs] |
| Luntertun            | Skåne                      | Kristianstads län       | Götaland | 1470–1516                                                          | Nu del av Ängelholms tätort i Ängelholms kommun. Enbart stad under danska tiden. |
| Lycksele             | Lappland                   | Västerbottens län       | Norrland | 1 januari 1946                                                     | Ombildades av Lycksele köping |
| Lyckå                | Blekinge                   | Blekinge län            | Götaland | 1400-talet–1600                                                    | Stadsprivilegierna för Avaskär och Lyckå övertogs av Kristianopel |
| Lysekil              | Bohuslän                   | Göteborgs och Bohus län | Götaland | 1 april 1903                                                       | Ombildades av Lysekils köping |
| Lödöse               | Västergötland              | Älvsborgs län           | Götaland | 1100-talet–1526 och 1586–1646                                      | Nu i Lilla Edets kommun |
| Malmö                | Skåne                      | Malmöhus län            | Götaland | omkring 1250                                                       | |
| Mariefred            | Södermanland               | Södermanlands län       | Svealand | 1605                                                               | Nu i Strängnäs kommun |
| Mariestad            | Västergötland              | Skaraborgs län          | Götaland | 1583                                                               | |
| Marstrand            | Bohuslän                   | Göteborgs och Bohus län | Götaland | före 1442                                                          | Nu i Kungälvs kommun |
| Mjölby               | Östergötland               | Östergötlands län       | Götaland | 1 januari 1920                                                     | Ombildades av Mjölby landskommun med Mjölby municipalsamhälle |
| Motala               | Östergötland               | Östergötlands län       | Götaland | 1 januari 1881                                                     | Första nygrundade stadskommun efter 1 januari 1863, ombildades av Motala köping |
| Mölndal              | Västergötland              | Göteborgs och Bohus län | Götaland | 1 januari 1922                                                     | Ombildades av Fässbergs landskommun med Mölndals municipalsamhälle |
| Mönsterås            | Småland                    | Kalmar län              | Götaland | 1604–före 1620                                                     | Blev lydköping under Kalmar stad 1620, Mönsterås köping 1863 |
| Nacka                | Södermanland               | Stockholms län          | Svealand | 1 januari 1949                                                     | Ombildades av Nacka landskommun |
| Nora                 | Västmanland                | Örebro län              | Svealand | 1643                                                               | |
| Norrköping           | Östergötland               | Östergötlands län       | Götaland | före 1384                                                          | |
| Norrtälje            | Uppland                    | Stockholms län          | Svealand | 1622                                                               | |
| Nya Lidköping        | Västergötland              | Skaraborgs län          | Götaland | 1670–1683                                                          | |
| Nya Lödöse           | Västergötland              | Älvsborgs län           | Götaland | 1473–1624                                                          | |
| Ny Varberg           | Halland                    | Hallands län            | Götaland | 1400-talet–1612                                                    | |
| Nybro                | Småland                    | Kalmar län              | Götaland | 1 januari 1932                                                     | Ombildades av Nybro köping |
| Nyköping             | Södermanland               | Södermanlands län       | Svealand | omkring 1260                                                       | Stadsbebyggelse på 1100-talet |
| Nynäshamn            | Södermanland               | Stockholms län          | Svealand | 1 januari 1946                                                     | Ombildades av Nynäshamns köping |
| Nässjö               | Småland                    | Jönköpings län          | Götaland | 1 januari 1914                                                     | Ombildades av Nässjö köping |
| Oskarshamn           | Småland                    | Kalmar län              | Götaland | 1 maj 1856                                                         | |
| Oxelösund            | Södermanland               | Södermanlands län       | Svealand | 1 januari 1950                                                     | Utbröts ur upphörande Nikolai landskommun samtidigt som Oxelösunds municipalsamhälle upplöstes |
| Piteå                | Norrbotten                 | Norrbottens län         | Norrland | 1621                                                               | |
| Ronneby              | Blekinge                   | Blekinge län            | Götaland | 1387–1680, 1882                                                    | Ombildades av Ronneby köping |
| Sala                 | Västmanland                | Västmanlands län        | Svealand | 1624                                                               | |
| Sandviken            | Gästrikland                | Gävleborgs län          | Norrland | 1 januari 1943                                                     | Ombildades av Sandvikens köping och Högbo landskommun |
| Sigtuna              | Uppland                    | Stockholms län          | Svealand | 1000-talet                                                         | Stadsbebyggelse anläggs omkring 980[källa behövs]. |
| Simrishamn           | Skåne                      | Kristianstads län       | Götaland | 1200-talet                                                         | |
| Skanör               | Skåne                      | Malmöhus län            | Götaland | 1200-talet–1754                                                    | Uppgick i Skanör med Falsterbo stad |
| Skanör med Falsterbo | Skåne                      | Malmöhus län            | Götaland | 1754                                                               | Nu i Vellinge kommun. Se även Skanör respektive Falsterbo. |
| Skara                | Västergötland              | Skaraborgs län          | Götaland | 1000-talet                                                         | |
| Skellefteå           | Västerbotten               | Västerbottens län       | Norrland | 11 september 1845 (stadskommun 1881)                               | |
| Skänninge            | Östergötland               | Östergötlands län       | Götaland | 1100/1200-tal                                                      | Nu i Mjölby kommun |
| Skövde               | Västergötland              | Skaraborgs län          | Götaland | 1400-talet                                                         | |
| Sollefteå            | Ångermanland               | Västernorrlands län     | Norrland | 1 januari 1917                                                     | Ombildades av Sollefteå köping |
| Solna                | Uppland                    | Stockholms län          | Svealand | 1 januari 1943                                                     | Ombildades av Solna landskommun med municipalsamhällen Nya Hagalund, Nya Huvudsta, Lilla Alby och Råsunda |
| Stockholm            | Södermanland och Uppland   | Stockholms län          | Svealand | omkring 1250                                                       | |
| Strängnäs            | Södermanland               | Södermanlands län       | Svealand | 1200-talet/1336                                                    | |
| Strömstad            | Bohuslän                   | Göteborgs och Bohus län | Götaland | 1672                                                               | |
| Stäket               | Uppland                    | Stockholms län          | Svealand | 1629–1671                                                          | |
| Sundbyberg           | Uppland                    | Stockholms län          | Svealand | 1 januari 1927                                                     | Ombildades av Sundbybergs köping |
| Sundsvall            | Medelpad                   | Västernorrlands län     | Norrland | 1621                                                               | |
| Säffle               | Värmland                   | Värmlands län           | Svealand | 1 januari 1951                                                     | Ombildades av Säffle köping och Tveta landskommun |
| Säter                | Dalarna                    | Kopparbergs län         | Svealand | 1642                                                               | |
| Sävsjö               | Småland                    | Jönköpings län          | Götaland | 1 januari 1947                                                     | Ombildades av Norra Ljunga och Vallsjö landskommuner med Sävsjö municipalsamhälle |
| Söderhamn            | Hälsingland                | Gävleborgs län          | Norrland | 1620                                                               | |
| Söderköping          | Östergötland               | Östergötlands län       | Götaland | 1200-talet                                                         | |
| Södertälje           | Södermanland               | Stockholms län          | Svealand | 1300-talet                                                         | |
| Sölvesborg           | Blekinge                   | Blekinge län            | Götaland | 1445–1654, 1835                                                    | |
| Tidaholm             | Västergötland              | Skaraborgs län          | Götaland | 1 januari 1910                                                     | Ombildades av Tidaholms köping |
| Torget               | Småland                    | Kronobergs län          | Götaland | (1279)                                                             | Erhöll stadsprivilegier men har de facto aldrig varit stad. Nu i Ljungby kommun. |
| Torshälla            | Södermanland               | Södermanlands län       | Svealand | 1317                                                               | Nu i Eskilstuna kommun |
| Tranås               | Småland                    | Jönköpings län          | Götaland | 1 januari 1919                                                     | Ombildades av Tranås köping och delar av Säby landskommun (inkl. Tranås kvarns municipalsamhälle) |
| Trelleborg           | Skåne                      | Malmöhus län            | Götaland | 1200-talet–1619, 1 januari 1867                                    | Utbröts ur Trelleborgs landskommun |
| Trollhättan          | Västergötland              | Älvsborgs län           | Götaland | 1 januari 1916                                                     | Ombildades av Trollhättans landskommun och utbröts ur Gärdhems landskommun av municipalsamhället med kringområde (Skoftebyn m.m.), Västra Tunhems landskommun (Stallbacka) och Vassända-Naglums landskommun (Strömslund) |
| Trosa                | Södermanland               | Södermanlands län       | Svealand | 1400-talet (annan plats)/1610                                      | |
| Tumathorp            | Skåne                      | Kristianstads län       | Götaland | omkring 1130–1537                                                  | Nu i Simrishamns kommun. Enbart stad under danska tiden. |
| Uddevalla            | Bohuslän                   | Göteborgs och Bohus län | Götaland | före 1498                                                          | |
| Ulricehamn           | Västergötland              | Älvsborgs län           | Götaland | före 1478                                                          | Hette Bogesund 1300-talet till 1741. Platsen nämns i Erikskrönikan. |
| Umeå                 | Västerbotten               | Västerbottens län       | Norrland | 1588/1622                                                          | |
| Uppsala              | Uppland                    | Uppsala län             | Svealand | 1200/1300-talet                                                    | Stadsbebyggelse från 1100-talet, kallas då "Östra Aros". |
| Vadstena             | Östergötland               | Östergötlands län       | Götaland | 1400                                                               | |
| Varberg              | Halland                    | Hallands län            | Götaland | före 1309 (Getakärr)/1666                                          | |
| Vaxholm              | Uppland                    | Stockholms län          | Svealand | 1652                                                               | |
| Vetlanda             | Småland                    | Jönköpings län          | Götaland | 1 januari 1920                                                     | Ombildades av Vetlanda köping |
| Vimmerby             | Småland                    | Kalmar län              | Götaland | före 1350–1532, 1604                                               | |
| Visby                | Gotland                    | Gotlands län            | Götaland | Före 1203                                                          | Nu i Gotlands kommun där Visby är centralort |
| Vä                   | Skåne                      | Kristianstads län       | Götaland | före 1250-talet–1617                                               | Nu i Kristianstads kommun. Enbart stad under danska tiden. |
| Vänersborg           | Västergötland              | Älvsborgs län           | Götaland | 1644                                                               | |
| Värnamo              | Småland                    | Jönköpings län          | Götaland | 1 november 1920                                                    | Ombildades av Värnamo köping |
| Västervik            | Småland                    | Kalmar län              | Götaland | 1200-talet (annan plats)/1433                                      | Den övergivna orten fick namnet Gamleby |
| Västerås             | Västmanland                | Västmanlands län        | Svealand | (före) mitten av 1200-talet                                        | |
| Växjö                | Småland                    | Kronobergs län          | Götaland | 1342                                                               | |
| Ystad                | Skåne                      | Malmöhus län            | Götaland | 1200-talet                                                         | |
| Åhus                 | Skåne                      | Kristianstads län       | Götaland | 1326–1617                                                          | Nu i Kristianstads kommun. Enbart stad under danska tiden. |
| Åmål                 | Dalsland                   | Älvsborgs län           | Götaland | 1643                                                               | |
| Älvsborg             | Västergötland              | Göteborgs och Bohus län | Götaland | 1547–1560                                                          | Nu i Göteborgs kommun, stadsdel Klippan |
| Ängelholm            | Skåne                      | Kristianstads län       | Götaland | 1516–1547, 1767                                                    | |
| Örebro               | Närke                      | Örebro län              | Svealand | 1200-talet                                                         | |
| Öregrund             | Uppland                    | Stockholms län          | Svealand | 1491–1521, 1554–1966                                               | Nu i Östhammars kommun |
| Örnsköldsvik         | Ångermanland               | Västernorrlands län     | Norrland | 1 januari 1894                                                     | Ombildades av Örnsköldsviks köping |
| Östersund            | Jämtland                   | Jämtlands län           | Norrland | 23 oktober 1786                                                    | |
| Östhammar            | Uppland                    | Stockholms län          | Svealand | 1368–1491, 1539                                                    | |